# Valle de Guadalupe (Michoacán)
Valle de Guadalupe é um município do estado de Michoacán, no México.
É uma vila localizada no município de Ensenada, Baja California, México, 20 km (14 milhas) ao norte da cidade de Ensenada. O censo de 2010 informou uma população de 2.664 habitantes.